# Francesco Camarda
Francesco Camarda (sinh ngày 10 tháng 3 năm 2008) là một tài năng trẻ trong làng bóng đá Ý, hiện đang góp mặt trong đội hình của đội bóng nổi tiếng AC Milan ở giải Serie A.

## Đầu đời
Camarda được sinh ra tại Milan, Italy. Như một đứa trẻ, cậu cũng thể hiện sự quan tâm đối với môn kickboxing.

## Sự nghiệp câu lạc bộ
Camarda bắt đầu sự nghiệp bóng đá của mình tại Afforese, một trường đào tạo bóng đá ở Milan. Trong thời gian ở Afforese, anh được huấn luyện tại học viện danh tiếng của AC Milan, trước khi chính thức gia nhập đội bóng này vào năm 2015, chỉ sau hơn một năm với Afforese. Trong buổi tập đầu tiên với AC Milan, anh bắt đầu với vai trò là một hậu vệ. Tuy nhiên, sau những pha đi bóng mê đắm và những bàn thắng ấn tượng, anh nhanh chóng được chuyển lên đá ở vị trí tiền đạo.
Trong thời gian ở học viện AC Milan, Camarda đã khẳng định bản thân là một chân sút xuất sắc; tại một giải đấu dành cho đội dưới 9 tuổi ở Vienna, Áo, anh bị thay ra do chấn thương khi đội của anh đang đối mặt với đối thủ mạnh Bayern Munich và đang thua 2–0. Anh đã yêu cầu HLV để được trở lại sân và tiếp tục ghi hai bàn thắng và kiến tạo một pha làm bàn trong chiến thắng cuối cùng 3–2. Đây là một khoảnh khắc quan trọng, đánh dấu sự kiên trì và kỹ thuật xuất sắc của Camarda.Sự xuất sắc của anh không giảm sút khi anh tiến bộ qua học viện, vàanh đã ghi được 22 bàn trong 24 trận cho đội U15 của AC Milan, dẫn dắt họ đến danh hiệu Scudetto U15.
Cuối cùng, những chiến tích ghi bàn xuất sắc của anh đã thu hút sự chú ý của truyền thông quốc tế, và anh đã được ca ngợi vì đã ghi được 485 bàn trong chỉ 89 trận cho học viện AC Milan, với một trung bình 5,45 bàn mỗi trận..Anh được thử nghiệm cùng đội U19 của AC Milan khi mới 14 tuổi, và đã ghi được hai bàn trong một trận giao hữu giành chiến thắng của đội trước đội Eccellenza Solbiatese.
Camarda đã có trận ra mắt tại UEFA Youth League vào ngày 19 tháng 9 năm 2023 trong trận đấu với Newcastle United, nơi anh ghi được hai bàn thắng trong chiến thắng 4–0. Những bàn thắng này đã khiến Camarda trở thành cầu thủ thứ hai trong lịch sử giải đấu ghi được cú đúp và cầu thủ ghi bàn trẻ nhất từng có của Italia ở tuổi 15, 193 ngày, phá vỡ kỷ lục của Fabrizio Caligara là 16 tuổi, 189 ngày.
Vào tháng 11 năm 2023, do khủng hoảng chấn thương, HLV AC Milan Stefano Pioli đã gọi Camarda vào đội hình chính cho trận Serie A gặp Fiorentina vào ngày 25 tháng 11 năm 2023; để làm điều này, câu lạc bộ đã phải yêu cầu sự cho phép đặc biệt từ Liên đoàn Bóng đá Italia, vì cầu thủ dưới 16 tuổi thông thường không được phép tham gia vào đội hình chính của một đội bóng Italia. Anh được thay vào sân vào phút thứ 83, từ đó trở thành cầu thủ Serie A trẻ nhất từng có ở tuổi 15, 8 tháng và 15 ngày.

## Tham Khảo
1. ↑  "Milan, Camarda indosserà la maglia numero 73" (bằng tiếng Ý). Gianluca Di Marzio.com. ngày 24 tháng 11 năm 2023. Truy cập ngày 25 tháng 11 năm 2023.
2. ↑  Carzaniga, Dennis (ngày 14 tháng 7 năm 2022). "Camarda, il momento in cui tutto ebbe inizio: "Vieni a dare due calci al pallone invece che alla rete?"" [Camarda, the moment it all began: "Are you coming to kick the ball instead of the net?"]. sprintesport.it (bằng tiếng Italian). Truy cập ngày 22 tháng 3 năm 2023.{{Chú thích web}}:  Quản lý CS1: ngôn ngữ không rõ (liên kết)
3. 1 2 3 4  Carzaniga, Dennis (ngày 14 tháng 7 năm 2022). "Camarda, il momento in cui tutto ebbe inizio: "Vieni a dare due calci al pallone invece che alla rete?"" [Camarda, the moment it all began: "Are you coming to kick the ball instead of the net?"]. sprintesport.it (bằng tiếng Italian). Truy cập ngày 22 tháng 3 năm 2023.{{Chú thích web}}:  Quản lý CS1: ngôn ngữ không rõ (liên kết)
4. ↑  Barilaro, Andrea (ngày 25 tháng 6 năm 2022). "Francesco Camarda, il predestinato: "Sogno la Serie A con il Milan. Scudetto? Emozione incredibile"" [Francesco Camarda, the predestined: "I dream of Serie A with Milan. Scudetto? Incredible emotion"]. sprintesport.it (bằng tiếng Italian). Truy cập ngày 22 tháng 3 năm 2023.{{Chú thích web}}:  Quản lý CS1: ngôn ngữ không rõ (liên kết)
5. ↑  "Fixem esta cara: Francesco Camarda tem 14 anos e está a chegar aos... 500 golos" [Look at this face: Francesco Camarda is 14 years old and is reaching... 500 goals]. record.pt (bằng tiếng Portuguese). ngày 22 tháng 12 năm 2022. Truy cập ngày 22 tháng 3 năm 2023.{{Chú thích web}}:  Quản lý CS1: ngôn ngữ không rõ (liên kết)
6. ↑  Pietrella, Francesco (ngày 25 tháng 12 năm 2022). "A 14 anni fa già gol in Primavera: chi è Camarda, il tesoro custodito dal Milan" [At the age of 14 he already scored in the Primavera: who is Camarda, the treasure guarded by Milan]. gazzetta.it (bằng tiếng Italian). Truy cập ngày 22 tháng 3 năm 2023.{{Chú thích web}}:  Quản lý CS1: ngôn ngữ không rõ (liên kết) (cần đăng ký mua)
7. ↑  "Francesco Camarda, el chico de 14 años que juega en Milan y tiene un récord increíble: hizo 485 goles en 89 partidos" [Francesco Camarda, the 14-year-old boy who plays for Milan and has an incredible record: he scored 485 goals in 89 games]. lanacion.com.ar (bằng tiếng Spanish). ngày 25 tháng 12 năm 2022. Truy cập ngày 22 tháng 3 năm 2023.{{Chú thích web}}:  Quản lý CS1: ngôn ngữ không rõ (liên kết)
8. ↑  Cardenas C., Renato (ngày 17 tháng 1 năm 2023). "Pelé le queda chico: Camarda, la 'joya' del Milan que lleva más de 500 goles con 14 años" [Pelé is too small for him: Camarda, the 'jewel' of Milan who has scored more than 500 goals at the age of 14]. depor.com (bằng tiếng Spanish). Truy cập ngày 22 tháng 3 năm 2023.{{Chú thích web}}:  Quản lý CS1: ngôn ngữ không rõ (liên kết)
9. ↑  Hartmann, Florian (ngày 1 tháng 3 năm 2023). "485 Tore in 89 Spielen! Das ist Italiens neuer Wunder-Stürmer" [485 goals in 89 games! This is Italy's new miracle striker]. sport.sky.de (bằng tiếng German). Truy cập ngày 22 tháng 3 năm 2023.{{Chú thích web}}:  Quản lý CS1: ngôn ngữ không rõ (liên kết)
10. ↑  Asahara, Makoto (ngày 22 tháng 12 năm 2022). "14-åringens osannolika statistik – 5.4 mål per match" [The 14-year-old's improbable statistics – 5.4 goals per game]. aftonbladet.se (bằng tiếng Swedish). Truy cập ngày 22 tháng 3 năm 2023.{{Chú thích web}}:  Quản lý CS1: ngôn ngữ không rõ (liên kết)
11. ↑  Cruz Valdivia, Christian (ngày 26 tháng 12 năm 2022). "Francesco Camarda, el jugador de 14 años destinado a romper récords: lleva más de 500 goles en un centenar de partidos" [Francesco Camarda, the 14-year-old player destined to break records: he has scored more than 500 goals in a hundred games]. elcomercio.pe (bằng tiếng Spanish). Truy cập ngày 22 tháng 3 năm 2023.{{Chú thích web}}:  Quản lý CS1: ngôn ngữ không rõ (liên kết)
12. ↑  "Brividi Camarda: entra per il riscaldamento e dalla Sud parte il coro. E quanti applausi all'esordio" (bằng tiếng Ý). La Gazzetta dello Sport. ngày 25 tháng 11 năm 2023. Truy cập ngày 25 tháng 11 năm 2023.
13. ↑  "MILAN-FIORENTINA, FRANCESCO CAMARDA DIVENTA IL PIÙ GIOVANE DI SEMPRE A ESORDIRE IN SERIE A: LA TOP 10" (bằng tiếng Ý). Eurosport. ngày 25 tháng 11 năm 2023. Truy cập ngày 25 tháng 11 năm 2023.